# Jade Botterill
Jade Alexandra Botterill est une personnalité politique britannique, membre du parti travailliste. Elle est députée d'Ossett and Denby Dale (en) depuis 2024.

## Biographie
Elle travaille pour la députée Yvette Cooper de 2013 à 2019 et quitte sa fonction à la suite de menaces et d'insultes. En octobre 2023, elle est sélectionnée par les membres du parti travailliste local afin de les représenter lors des élections générales britanniques de 2024 au siège d'Ossett and Denby Dale (en).